# Нефтяной принц
«Нефтяной принц» (нем. Der Ölprinz) — совместный западногерманско-югославский вестерн 1965 года, снятый режиссёром Харальдом Филиппом на киностудиях «Rialto Film» и «Ядран-фильм».
Фильм снят по роману Карла Мая и является одной из серии экранизаций его произведений о вымышленном вожде племени апачей Виннету.

## Сюжет
Бандит «Нефтяной принц» хочет продать банкиру Дункану фальшивую нефтяную скважину. Однако на его пути стоит поток переселенцев, которые хотят поселиться в этом районе. Нефтяной принц меняет разведчика поселенцев на члена своей банды. 
Вождь апачей Виннету и Олд Шурхэнд / Верная рука объединяются, чтобы помочь обозу поселенцев, которым угрожают махинации беспринципного мошенника, хитроумного и безжалостного злодея, известного как Нефтяной принц.

## В ролях
- Стюарт Грейнджер — Олд Шурхэнд / Верная рука
- Пьер Брис — Виннету
- Харальд Лейпниц — Нефтяной принц
- Маша Мериль — Лиззи
- Теренс Хилл — Ричард Форсайт
- Уолт Барнс — Билл Кэмпбелл
- Антье Вайсгербер — миссис Эберсбах
- Гейнц Эрхардт — Кантор Хампель
- Милан Срдоч — Старый Ваббл
- Миливойе Попович-Мавид — Мокаши
- Герд Фрикхёффер — Ковача
- Велько Маричич — Бергманн
- Душан Яничиевич — дворецкий
- Слободан Димитриевич — Нож
- Давор Антолич — Пэдди
- Звонимир Чрнко — Билли Форнер

В Германии фильм посмотрели более 3 миллионов человек, во Франции — 410 000 зрителей, в Испании — около 1 450 000 человек.